# Гест, Мэтт
Мэттью (Мэтт) Гест (англ. Matthew (Matt) Guest; род. 26 апреля 1985, Шеппартон) — канадский хоккеист на траве, нападающий. Участник летних Олимпийских игр 2016 года, серебряный призёр Панамериканского чемпионата 2013 года, двукратный серебряный призёр Панамериканских игр 2011 и 2015 годов.

## Биография
Мэтт Гест родился 26 апреля 1985 года в австралийском городе Шеппартон.
Начал заниматься хоккеем на траве в 9-летнем возрасте. С 2000 года играл за «Алтону» из Мельбурна.
В 2008 году дебютировал в сборной Канады.
В составе сборной Канады завоевал две серебряных медали хоккейных турниров Панамериканских игр — в 2011 году в Гвадалахаре и в 2015 году в Торонто.
В 2013 году завоевал серебряную медаль Панамериканского чемпионата в Брамптоне.
В 2016 году вошёл в состав сборной Канады по хоккею на траве на летних Олимпийских играх в Рио-де-Жанейро, занявшей 11-е место. Играл на позиции нападающего, провёл 5 матчей, мячей не забивал.
В 2009 году окончил Мельбурнский университет по специальности «медицина». Работает врачом в Мельбурне.